# Fløde
Fløde fremstilles under den første fase af smørfremstillingen af det fedtlag, som samler sig oven på den friske mælk. Den friske fløde kan anvendes i både det salte og det søde køkken. Blandt andet indgår fløde i det danske og i det franske køkken. 
Flødeskum er stift skum pisket af fløde med tilstrækkeligt højt fedtindhold – i Danmark findes piskefløde med en fedtprocent på 38 %.
Efter et par dages forløb bliver fløden ideel til fremstilling af flødeskum, da frisk fløde ikke så nemt kan piskes stift[kilde mangler]. Flødeskum bruges i madlavningen, til lagkager, frugtsalat og andre desserter også som pynt og i varme drikke både som isolering og smagstilsætning. Ved piskning forøges flødens volumen til omkring det dobbelte.

## Forskellige typer fløde i Danmark
- Piskefløde er den tykke del af fløden med masser af fedtsyrer (35-38 %) og er velegnet til at piske til flødeskum, men også til smør. Piskefløde kan bruges i:

- sovs
- kager
- desserter
- chokolade

- Madlavningsfløde er et flødeprodukt med 8 % eller 18 % fedt, hvor der er tilsat hvedemel. Hvedemelet, gør at fløden på trods af sit lave fedtindhold (i forhold til piskefløde) kan benyttes i madlavning. Den kan dog ikke piskes til flødeskum.

- Kaffefløde er et flødeprodukt med 9 % eller 12-13 % fedt, beregnet til kaffe og te. Kan ikke piskes til flødeskum.